# Hydropsyche hedini
Hydropsyche hedini är en nattsländeart som beskrevs av Karl-Herman Forsslund 1935. Hydropsyche hedini ingår i släktet Hydropsyche och familjen ryssjenattsländor. Inga underarter finns listade i Catalogue of Life.